# Arnold Janssenklooster

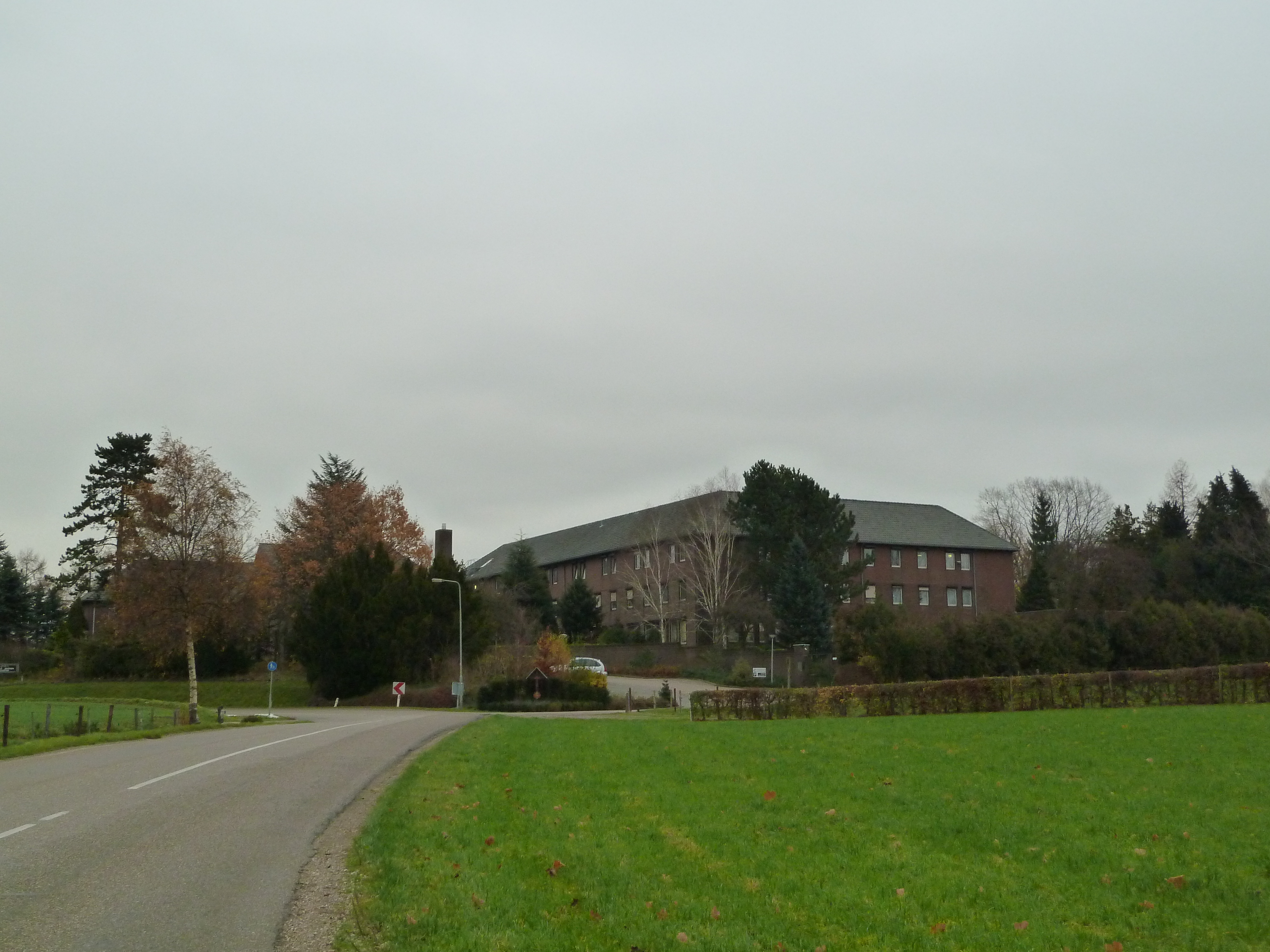
Arnold Janssenklooster

Het Arnold Janssenklooster is een voormalig klooster en bezinningscentrum in Wahlwiller, gelegen aan Capucijnenweg 9.

## Geschiedenis
Dit klooster werd in 1950 gesticht door de zusters Kapucinessen. Hun klooster te Vaals werd in 1942 gebombardeerd en het nieuwe klooster werd gebouwd met de schadeloosstelling die zij daarvoor ontvingen. De architect was Huib Crijns.
In 1954 werd het klooster uitgebreid door Anton Swinkels en Bart Salemans, maar in 1978 was het te groot geworden voor de 21 zusters die er nog leefden. De zusters vertrokken naar het nabijgelegen Mechelen en het klooster werd verkocht aan de Missiezusters Dienaressen van de Heilige Geest, die vanuit Kerkrade hierheen trokken. Zij vernoemden het klooster naar de stichter van de congregatie, Arnold Janssen. Het kreeg tevens de functie van bezinningscentrum.
In 2015 vertrokken ook deze zusters, en ze verkochten het gebouw.
Sinds 2020 is Herstelzorg Heuvelland de beheerder van het gebouw. Het heet nu Zorgdomein Wilderberg en biedt in eerste instantie opvang aan middelen- en gedragsverslaafden.
Het betreft een bakstenen bouwwerk met op de gevel een buste van Arnold Janssen, gemaakt in 1982 door Paul Driessen en aangeboden door de bevolking van Kerkrade.